# Кайсериспор
„Кайсериспор“ (на турски: Kayserispor Kulübü) – турски футболен клуб от град Кайсери, играещ в Турската Суперлига. Основан през 1966 година. Домакинските си мачове играе на стадион „Кадир Хас“, с капацитет 26 500 зрители. Клубът принадлежи на абазино-черкезката диаспора на град Кайсери.

## Успехи
Национални:
Суперлига Турция
- 5-о място (4): 2005/06, 2006/07, 2007/08, 2012/13

Купа на Турция
- Носител (1): 2007/08

Суперкупа на Турция
- Финалист (1): 2008

Първа лига
- Победител (2): 1972/73, 2014/15

Международни:
Интертото
- Носител (1): 2006

## Български футболисти
- Славчо Павлов: 1994/96 - (56 мача - 21 гола)
- Александър Александров – Кривия: 2005/06 - (31 мача - 6 гола)
- Димитър Иванков: 2005/08 - (102 мача - 6 гола)